# L'Oiseleur
Albums de Feu! Chatterton
Ici le jour (a tout enseveli)
L'Oiseleur est le deuxième album du groupe Feu! Chatterton, sorti le 9 mars 2018. Treize titres composent l'album.

## Liste des pistes
| No  | Titre                      | Durée |
| --- | -------------------------- | ----- |
| 1.  | Je ne te vois plus         | 03:20 |
| 2.  | Grace                      | 05:01 |
| 3.  | L'Oiseau                   | 03:32 |
| 4.  | Souvenir                   | 06:36 |
| 5.  | L'Ivresse                  | 03:42 |
| 6.  | Ginger                     | 04:06 |
| 7.  | Tes yeux verts             | 03:21 |
| 8.  | Zone libre                 | 05:26 |
| 9.  | Erussel Baled (Les Ruines) | 03:12 |
| 10. | Anna                       | 04:59 |
| 11. | Sari d'Orcino              | 05:52 |
| 12. | La Fenêtre                 | 04:56 |
| 13. | Le Départ                  | 08:14 |

## Distinctions
- 2019 : nomination pour la Victoire de l'album rock pour L'Oiseleur aux Victoires de la musique 2019[1].